# Prelado
Prelado é a autoridade eclesiástica que, na Igreja Católica Romana, tem o encargo de governar ou dirigir uma Prelatura ou Prelazia. O Prelado é também o "Ordinário" próprio da Prelatura.
No Código de Direito Canônico por "Ordinário" designam-se, além do Romano Pontífice, os Bispos diocesanos e os outros que, mesmo só interinamente, são colocados à frente de uma Diocese ou de uma comunidade equiparada ou superior; e ainda os Vigários gerais e episcopais; do mesmo modo, para com os seus súditos ou subordinados, os Superiores maiores dos institutos clericais de direito pontifício e das sociedades clericais de vida apostólica de direito pontifício que tenham pelo menos poder executivo ordinário, como os superiores de ordens religiosas (Cân. 134).
O exemplo paradigmático do prelado é o Bispo diocesano, cuja prelatura é a sua própria diocese. As prelazias territoriais ou pessoais, bem como os institutos de vida religiosa, são distintos das dioceses.

## Prelazia
No governo de uma Prelazia, o Prelado tem o direito de erigir, como por exemplo, um seminário de âmbito nacional ou internacional, admitir neles alunos e incardinar-los na Prelatura, isto é, admiti-los como seus integrantes. Nestes seminários hão de se formar os clérigos da Prelatura que ficarão subordinados ao Prelado e se dedicarão ao serviço das finalidades específicas da Prelatura. Para com estes clérigos, o Prelado tem a obrigação de atenção espiritual, bem como de prover os meios para o seu sustento.
Os estatutos de uma prelazia devem ser necessariamente aprovados pela Santa Sé e neles se detalharão as relações entre a Prelatura e os Bispos Diocesanos. O Prelado é responsável pelo cumprimento dos estatutos da instituição que dirige.
O exercício do cargo de Prelado pode ser de caráter vitalício ou temporário, conforme disponha o respectivo estatuto da instituição. Não é necessário que seja um Bispo, e não há impedimento legal para que o seja. O âmbito de jurisdição do Prelado coincide com o da Prelatura, que pode ser territorial ou pessoal.